# صوفيا مارتيلي
صوفيا سان ريمي مارتيلي ولدت في 9 أكتوبر عام  1965 تبلغ من العمر 56 عاما، وهي ناشطة في مجال الصحة في هايتي، وهي  السيدة الأولى السابقة في هايتي من 14 مايو 2011 حتى 7 فبراير 2016,  وهي زوجة الرئيس ميشيل مارتيلي السابق لجهورية هايتي، وركزت مارتيلي على القضايا المتعلقة بالصحة العامة والرعاية الصحية وتخفيف سوء التغذية خلال فترة عملها كسيدة أولى

## السيرة الذاتية

### النشأة والزواج
ولدت صوفيا سان ريمي مارتيلي  في 9 أكتوبر 1965، في مدينة نيويورك في الولايات المتحدة، والدها هو تشارلز إدوارد سان ريمي، من غوناييف، ووالدتها، الموناليزا فلوريز، من بورت أو برنس.
تنحدر عائلة سان ريمي في الأصل من جونابييف، وعانت عائلة سان ريمي من ديكتاتورية فرانسوا «بابا دوك» دوفالييه، تم القبض على جدة صوفيا مارتيلي واحتجازها من قبل دوفالييه، بينما تم إعدام اثنين من أقاربها خلال ديكتاتورية دوفالييه.
كانت صوفيا سان ريمي وزوجها المستقبلي، المغني والسياسي ميشيل مارتيلي ، أصدقاء عندما كانا أطفالًا، لكنهما عاشا حياة منفصلة كشباب، وهاجر ميشيل مارتيلي إلى الولايات المتحدة مع زوجته الأمريكية الأولى خلال الثمانينيات وفي عام 1986، طلق ميشيل مارتيلي زوجته الأولى وعاد إلى هايتي 
واجتمع في عام 1987 بصوفيا مارتيلي، بعد وقت قصير من عودته إلى البلاد ومع ذلك، عندما حاول الزوجان الزواج، اعترضت كلتا والدتهما على لون بشرتهما: صوفيا مارتيلي لديها بشرة أفتح، بينما ميشيل مارتيلي لديه بشرة أغمق، و تجاهل كل من صوفيا سان ريمي وميشيل مارتيلي احتجاجات والديهما، وبدلاً من ذلك، انتقلوا إلى ميامي، فلوريدا، معًا في وقت لاحق في عام 1987, و تزوجا في ميامي في حفل زفاف صغير عام 1987.
وعمل ميشيل مارتيلي في البناء، بينما عملت صوفيا في معالجة النصوص، و عاد الزوجان إلى هايتي في عام 1988, وأنجبا أربعة أطفال هم أوليفييه وألكسندر وياني وميشيل.
ميشيل مارتيلي حظر تجول على صوفيا ومنعها من مضغ العلكة مؤخرًا في أواخر التسعينيات، وتصغير  مارتيلي وجها بأربع سنوات  
وعاش الزوجان في شقة في ميامي بيتش، فلوريدا، خلال منتصف التسعينيات